# 백운루
백운루(白雲樓)는 대전광역시 유성구에 있는 건축물이다. 2009년 11월 20일 대전광역시의 문화재자료 제54호로 지정되었다.

## 개요
백운루는 1900년대 초에 쓰여진 《조선환여승람》의 기록에 의하면 하산군 성몽정의 재실로 중종조에 세우기를 명하여 건립된 건물이다.
성몽정은 1506년의 중종반정에 참여하여 정국공신이 되었으며 대사헌, 한성부판윤, 공조참판 등을 역임한 조선 초기의 문신이다. 전하는 말에 의하면 재실이 건립되기 이전에는 백운스님이 자신의 이름을 따서 창건한 백운사가 있었다고 하며, 후에 창녕 성씨 일족이 이곳에 거주하게 되면서 '백운루'라 칭하게 되었다고 한다. 이 누각은 당시 글을 가르치고 강론을 하는 곳으로 사용하였는데, 현재는 다시 백운사의 누각으로 이용되고 있다.
백운루는 여러 번의 수리를 거쳤으나 전체적인 형태나 부재의 결구 방식 등에서 원형을 잘 보존하고 있으며, 또한 2층 문루 형태의 강당 건축은 이 지역에서 흔히 보기 어려운 사례 중 하나이다.

## 지정 사유
연혁은 명확하지 않고, 여러 곳에 개수된 흔적이 있고 개수시 원형을 잃은 부분이 많지만, 좋은 전망을 가지고 있으며 전체적으로 보아서는 원형을 알 수 있는 주요 구조부재가 잘 남아 있는바, 비교적 조선후기의 루의 형태를 잘 간직하고 있으므로 문화재로써 가치가 있다.